# Helinus integrifolius
Helinus integrifolius är en brakvedsväxtart som först beskrevs av Jean-Baptiste de Lamarck, och fick sitt nu gällande namn av Carl Ernst Otto Kuntze. Helinus integrifolius ingår i släktet Helinus och familjen brakvedsväxter. Inga underarter finns listade i Catalogue of Life.

## Bildgalleri

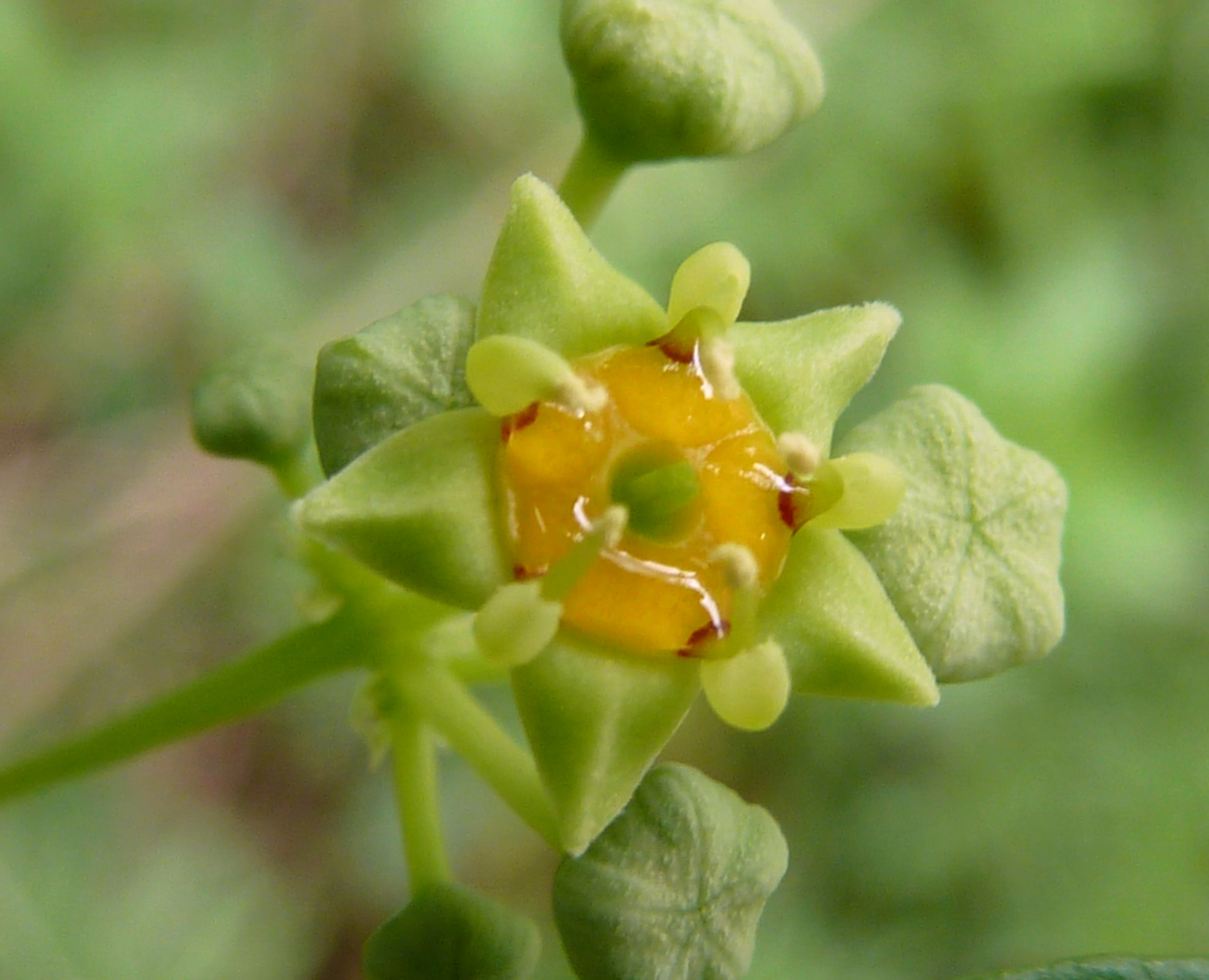
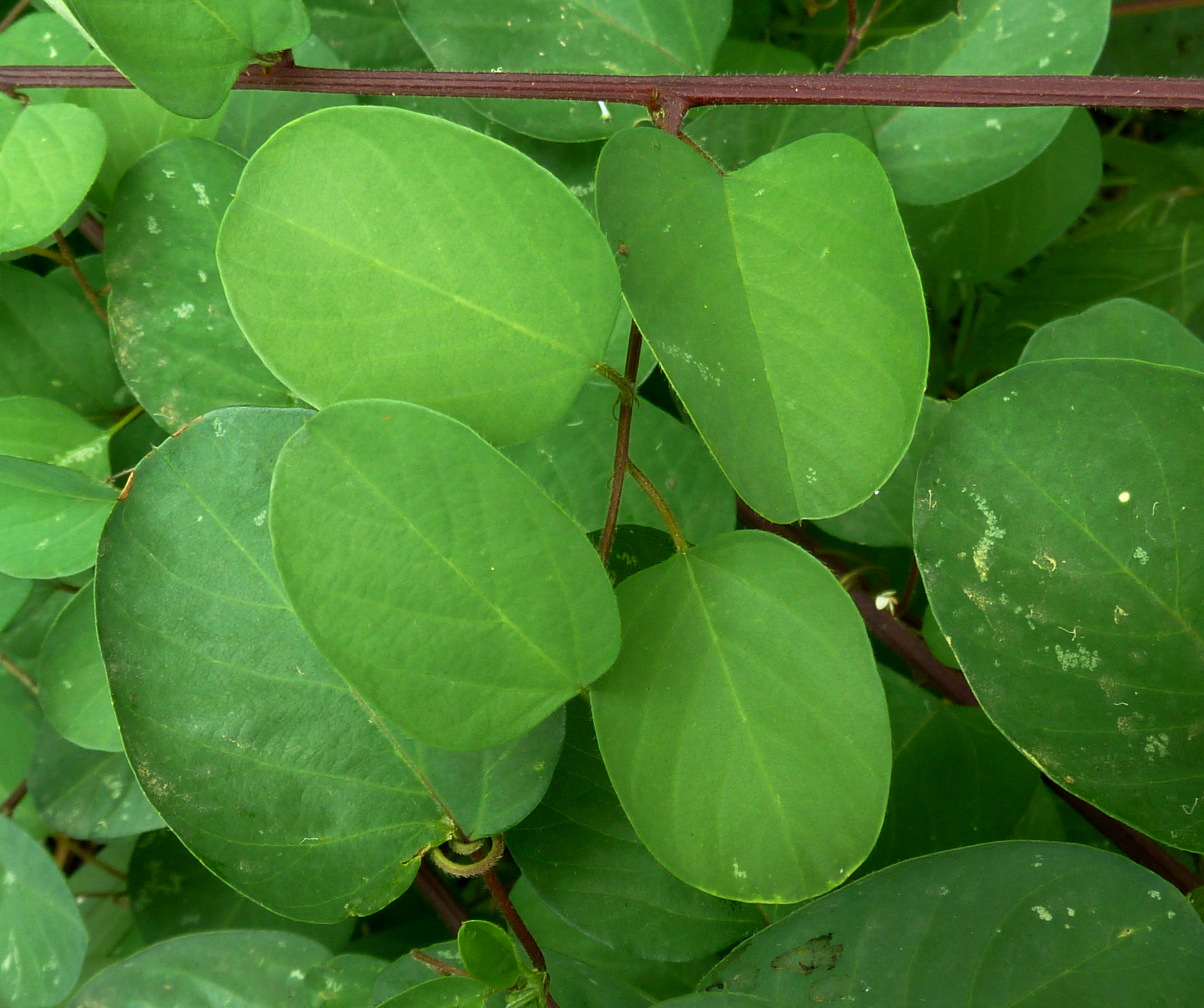
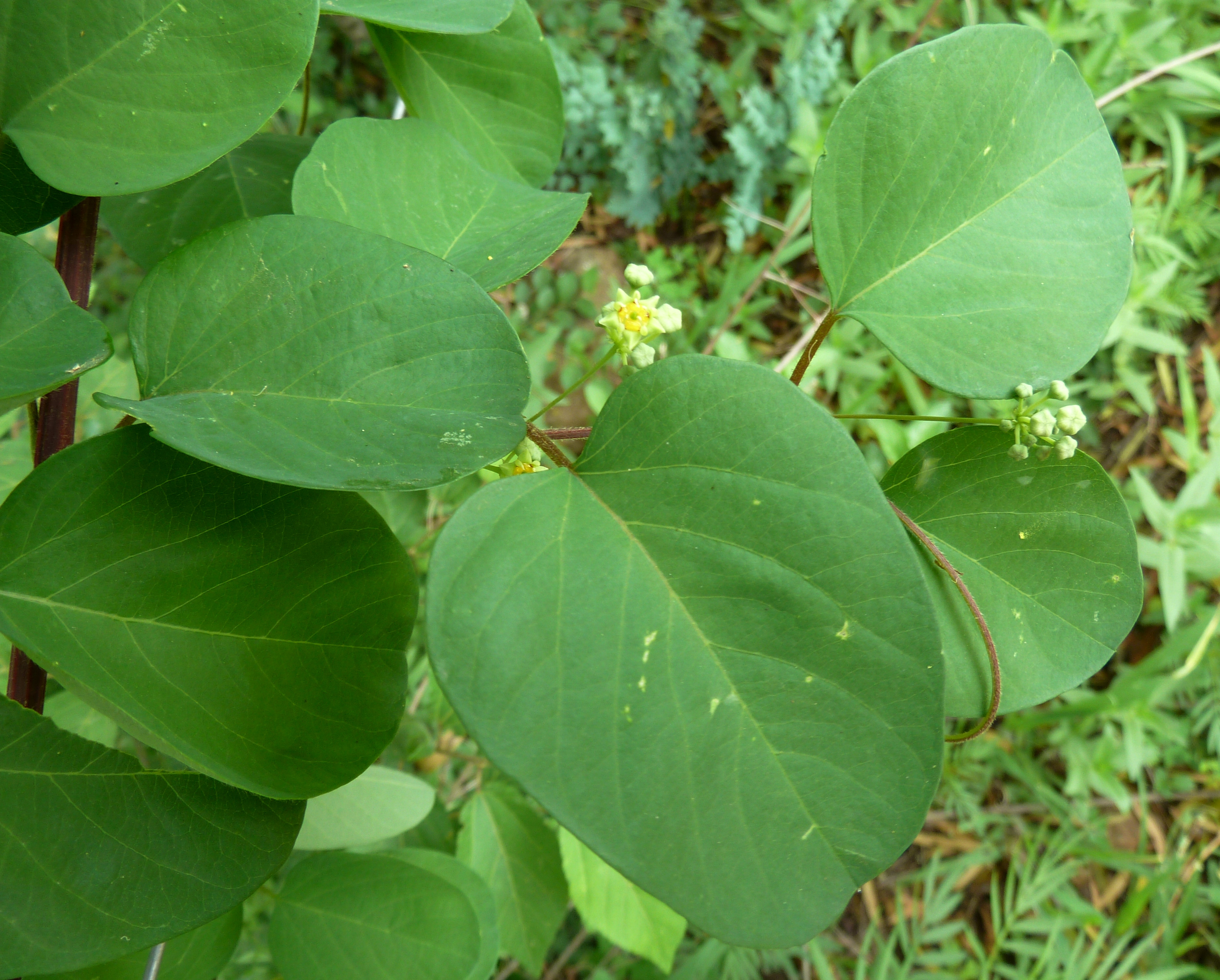